# Stiftung Henri-Cartier-Bresson

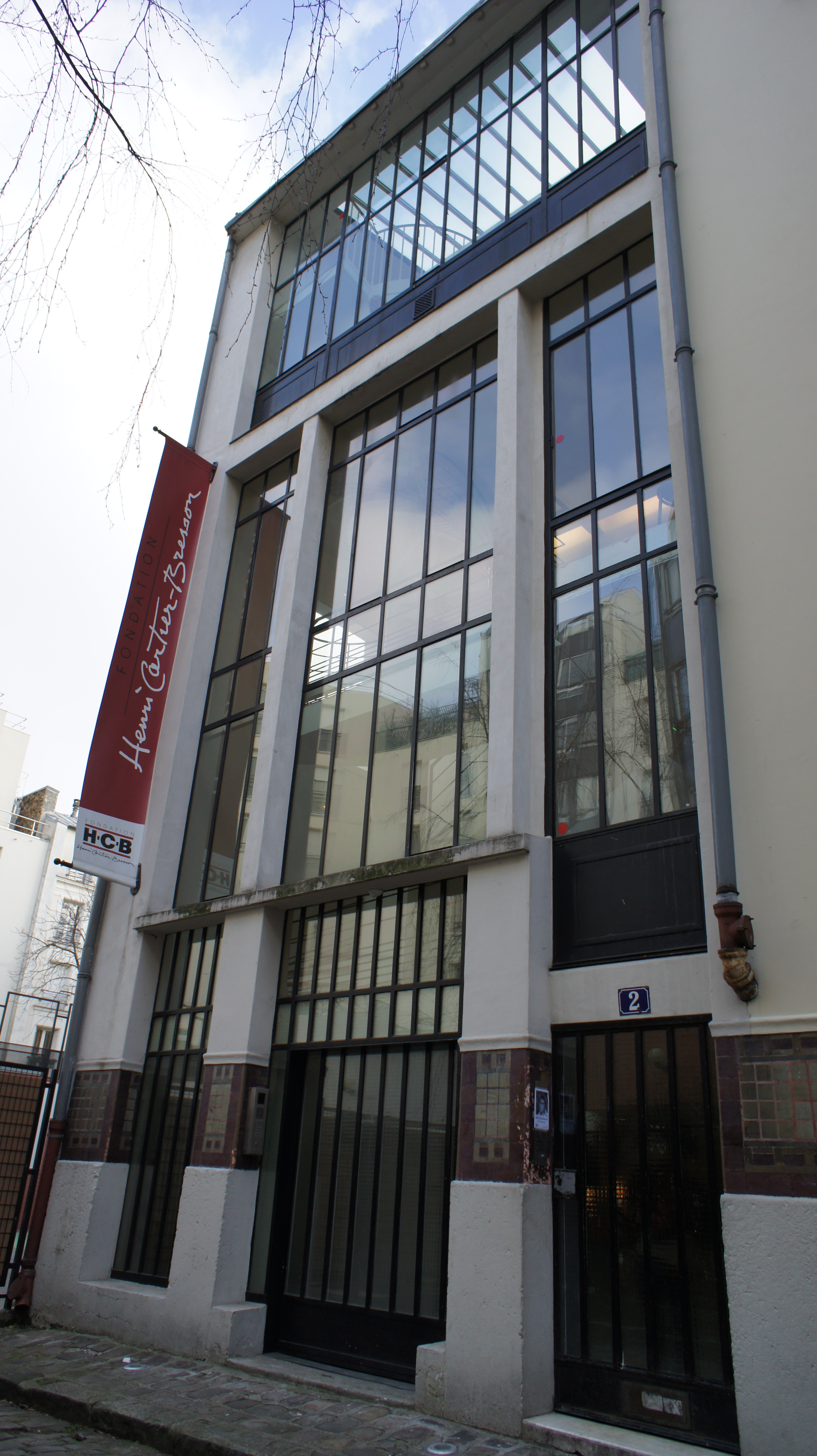
Fondation Henri Cartier-Bresson, Paris Januar 2011

Die Stiftung Henri Cartier-Bresson (Fondation Henri Cartier-Bresson) wurde im Frühjahr 2003 von Henri Cartier-Bresson, seiner Lebensgefährtin, der Magnum-Fotografin Martine Franck, und ihrer gemeinsamen Tochter Mélanie gegründet. Sie hat ihren Sitz im Montparnasseviertel (2 Impasse Lebouis, im 14. Pariser Arrondissement). Seit 2018 befindet sie sich im 3. Arrondissement (79, rue des Archives).
Aufgabe der Stiftung ist die Bewahrung des künstlerischen Lebenswerkes des Gründers und Namensgebers. Die Werke Cartier-Bressons werden dort gelagert und es gibt eine Bibliothek. In den Ausstellungsräumen in den oberen Stockwerken werden wechselnde Ausstellungen gezeigt. Alle zwei Jahre werden der mit 30.000 Euro dotierte Award HCB vergeben und die Werke des Gewinners in den Ausstellungsräumen der Stiftung präsentiert.
Des Weiteren hilft sie bei Ausstellungen von Werken Cartier-Bressons, so zum Beispiel zusammen mit der Photoagentur Magnum bei der 2011 im Kunstmuseum Wolfsburg gezeigten Ausstellung Henri Cartier-Bresson. Die Geometrie des Augenblicks. Landschaften. Die Schwarz-weiß-Fotografien zu dieser Ausstellung waren von Cartier-Bresson noch zu Lebzeiten ausgewählt worden.

## Ausstellungen
- 2015: Pieter Hugo: Kin.